# SAIC Motor

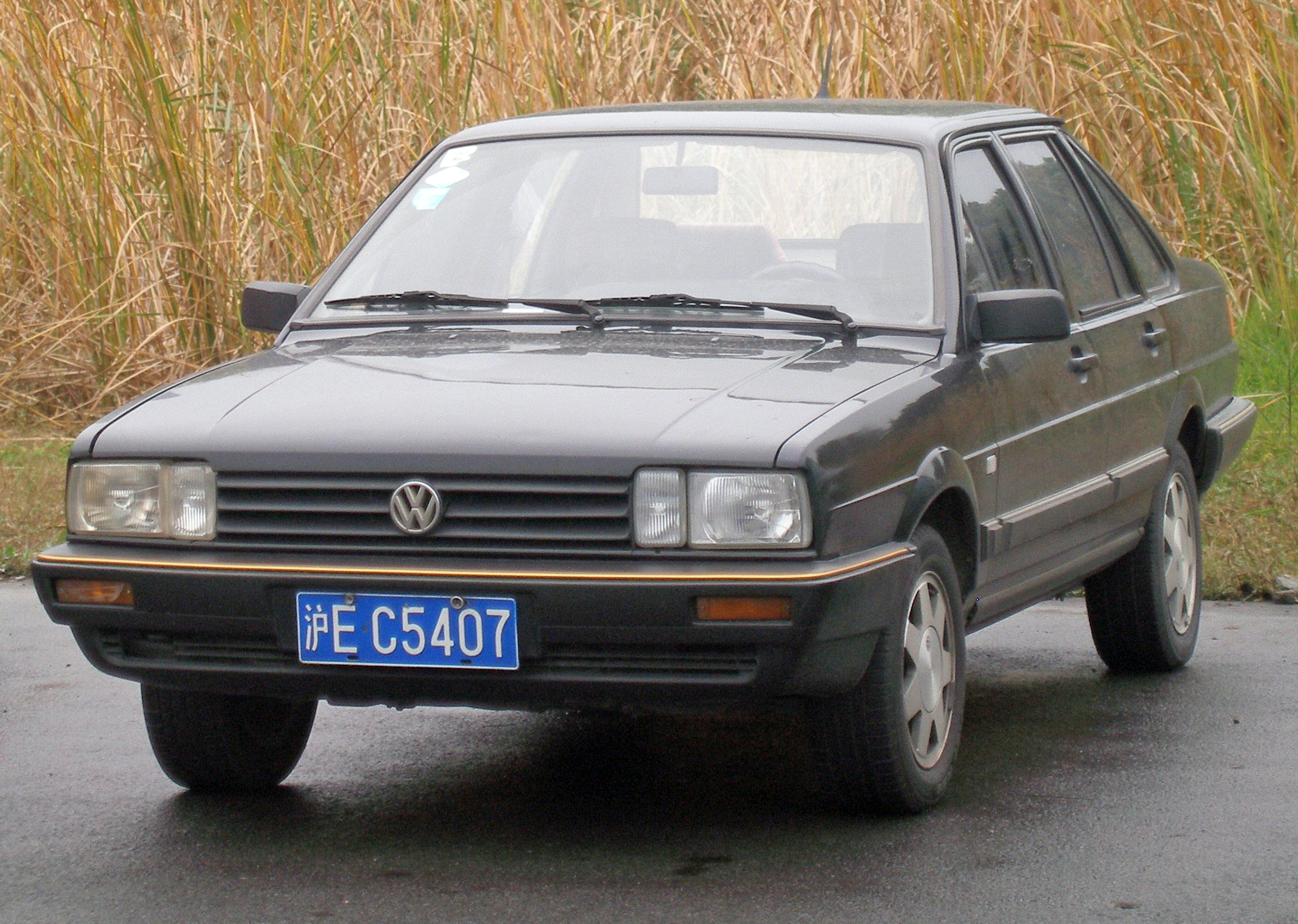
Shanghai-VW Santana

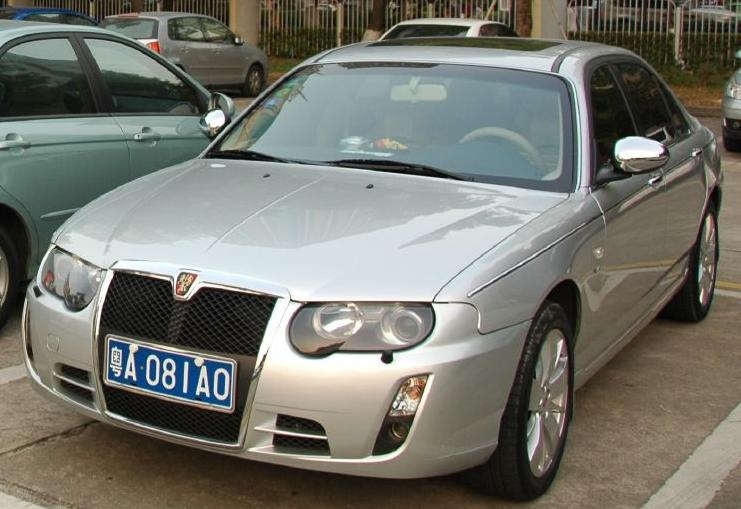
Roewe 750

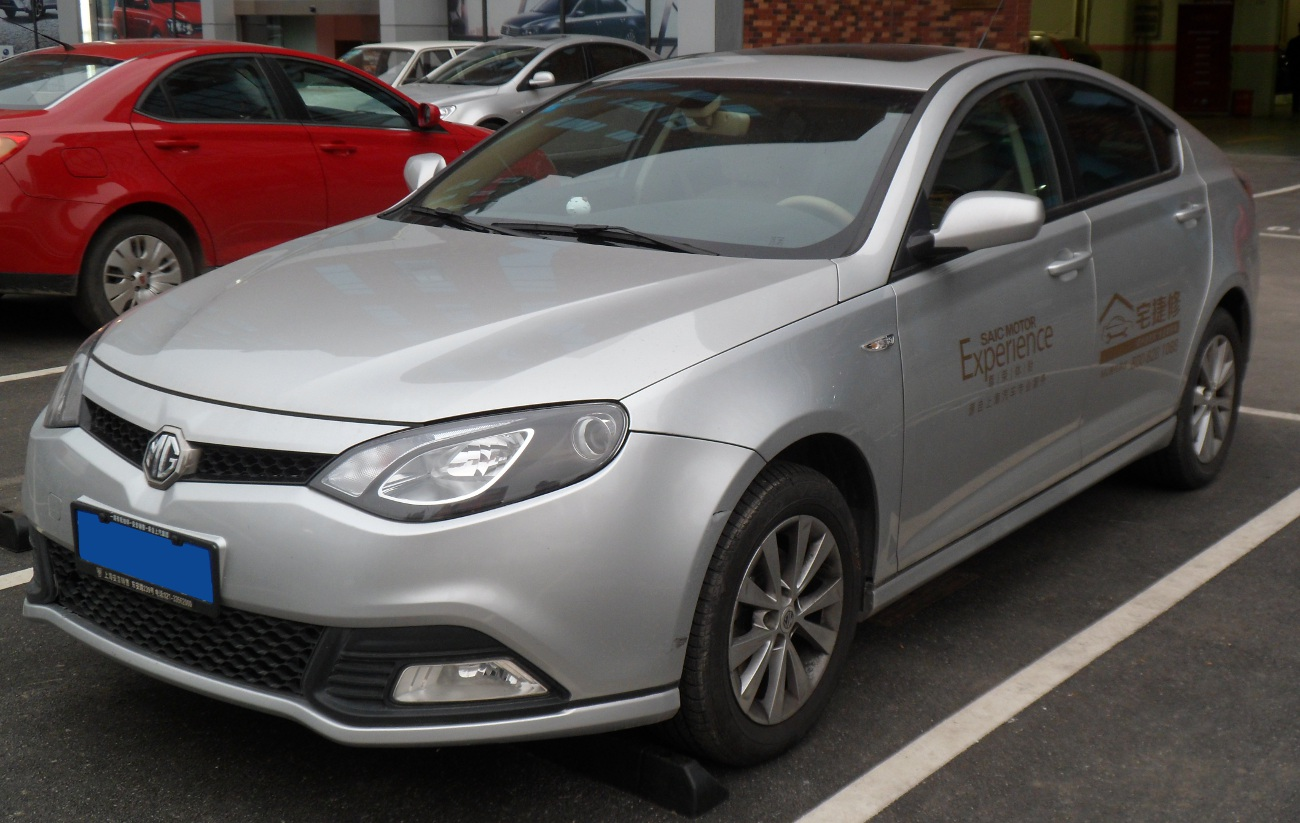
MG 6

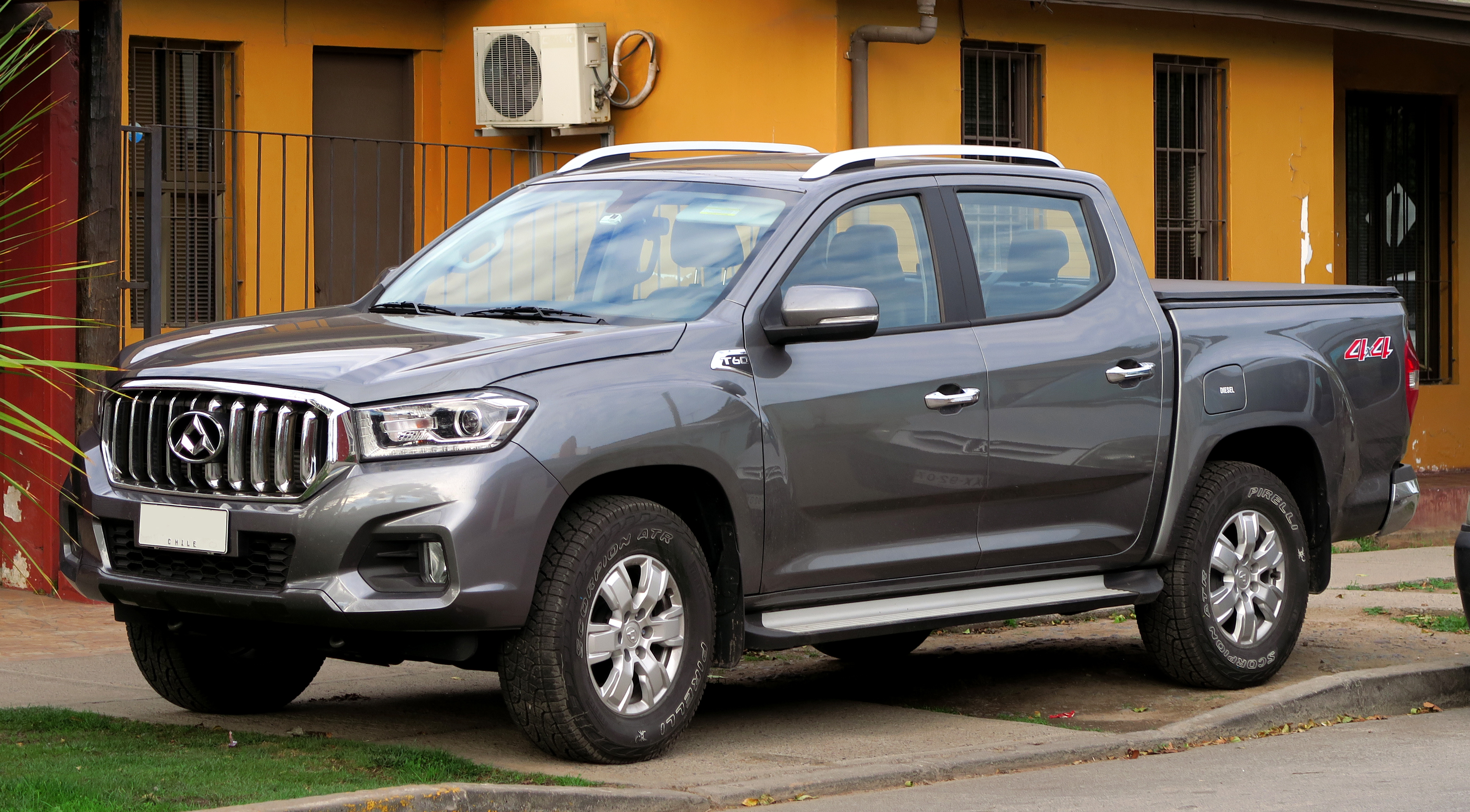
Maxus T60

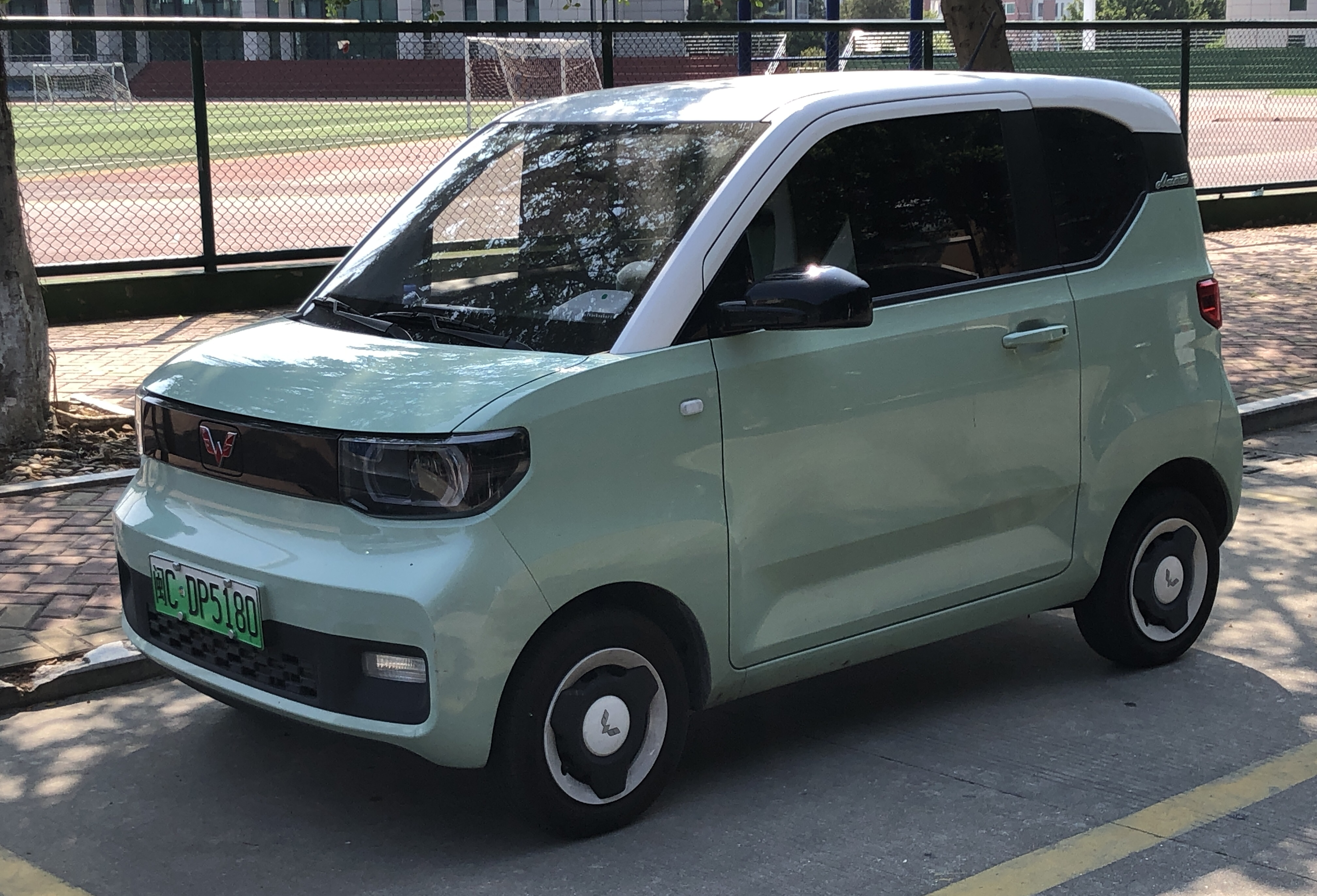
Wuling Hongguang Mini EV

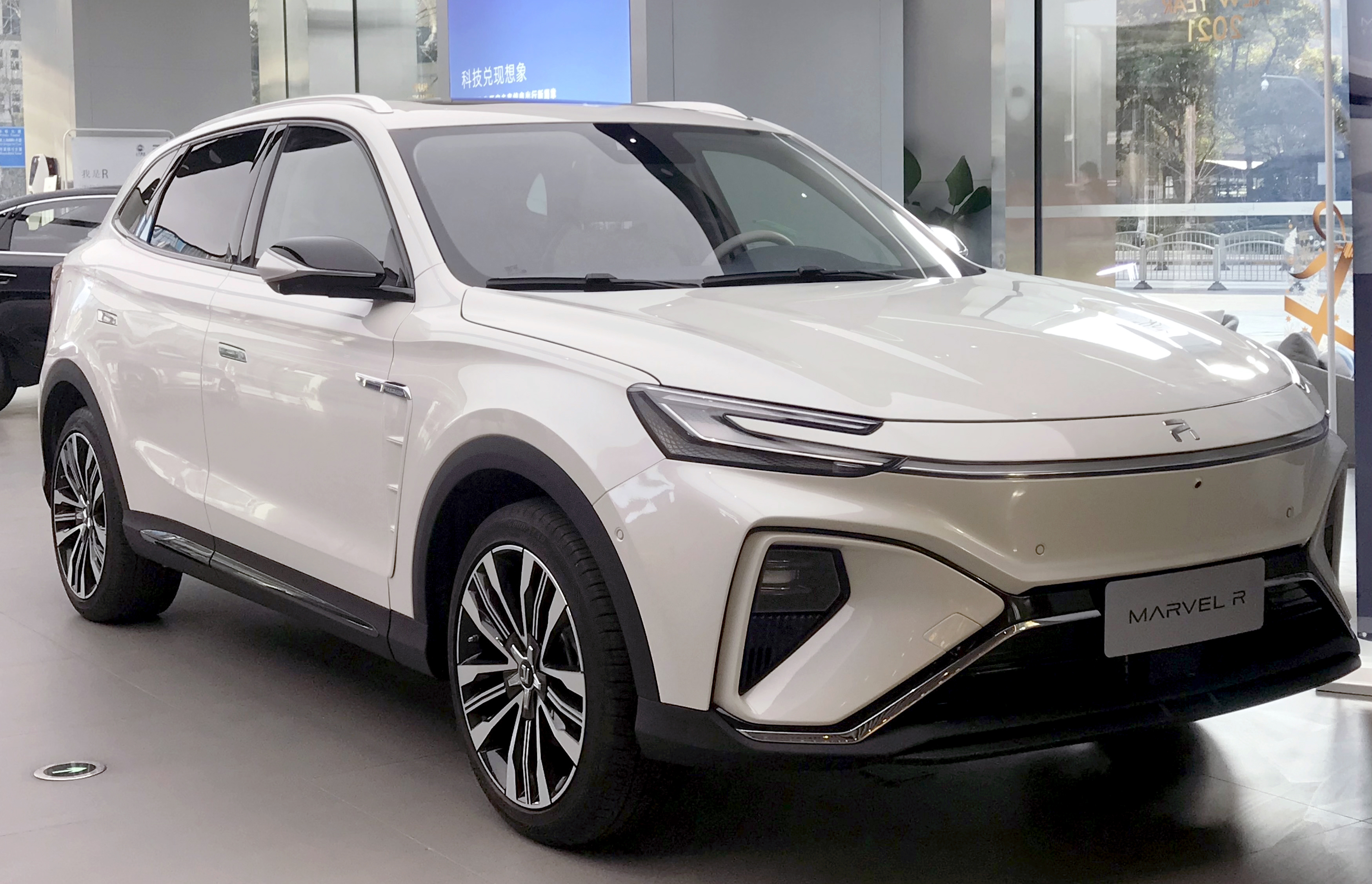
Rising Marvel R

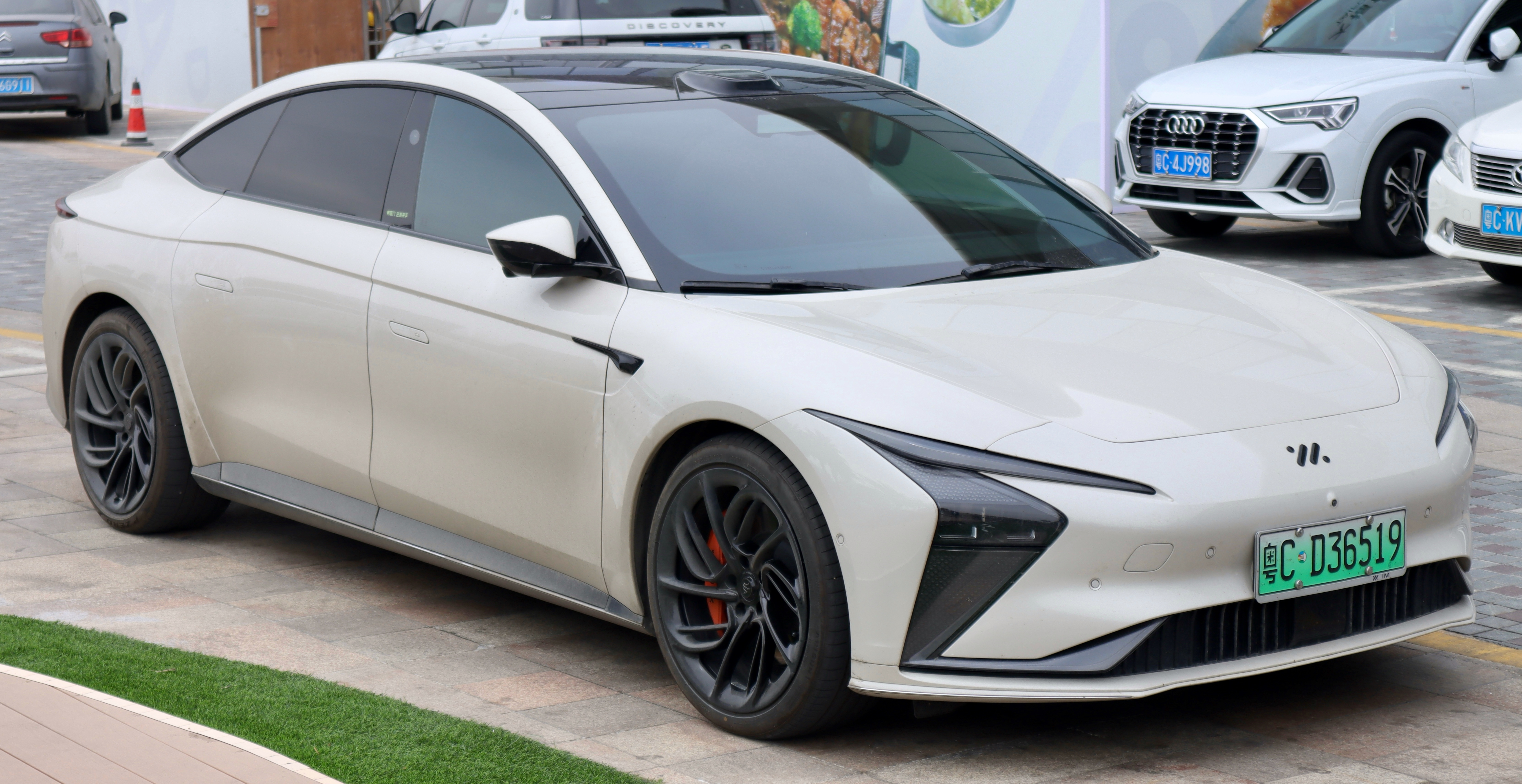
IM L7

SAIC Motor (chiń. upr. 上海汽车) – chiński państwowy koncern motoryzacyjny, z siedzibą w Szanghaju, działający od 1955 roku. Należy do władz chińskiej metropolii Szanghaj.

## Struktura koncernu

### Marki

#### Obecne
- MG Motor – brytyjsko-chiński producent samochodów osobowych działający od 2006 roku,
- Roewe – chiński producent samochodów osobowych działający od 2006 roku,
- Maxus – chiński producent samochodów osobowych i użytkowych, działający od 2011 roku,
  - LDV – chińska marka eksportowa samochodów Maxus działająca od 2016 roku,
- IM Motors – chiński producent elektrycznych samochodów osobowych działający od 2021 roku,
- Rising Auto – chiński producent elektrycznych samochodów osobowych działający od 2021 roku.

#### Sprzedane
- SsangYong – południowokoreański producent samochodów osobowych istniejący od 1954 roku, należący do SAIC w latach 2004–2010.

### Spółki joint-venture
- SAIC-Volkswagen – chińsko-niemieckie joint-venture oferujące pojazdy Škoda i Volkswagen, działające od 1984 roku,
- SAIC-GM – chińsko-amerykańskie joint-venture oferujące pojazdy Buick, Chevrolet i Cadillac, działające od 1997 roku,
- SGMW – chińsko-amerykańskie joint-venture oferujące pojazdy Baojun i Wuling, działające od 2002 roku,
- SAIC Iveco Hongyan – chińsko-włoskie joint-venture oferujące pojazdy Hongyan i Iveco, działające od 2003 roku,
- IM Motors – chińskie joint-venture między SAIC, Alibaba Group i Zhangjiang Hi-Tech, działające od 2021 roku.

### Podległe spółki
- Nanjing Automobile – chiński koncern motoryzacyjny powstały w 1947 roku, przejęty przez SAIC w 2007 roku.
  - Nanjing – chińska marka samochodów działająca w latach 1999–2008,
  - Yuejin – chiński producent ciężarówek i pickupów działający od 2005 roku,
  - NAC – chiński producent elektrycznych furgonetek działający od 2009 roku,
  - Nanjing Fiat – chińsko-włoskie joint-venture działające w latach 1999–2007,
  - Naveco – chińsko-włoskie joint-venture działające od 1996 roku.

## Historia
SAIC rozpoczęło działalność w 1955 roku jako jedno z pierwszych chińskich przedsiębiorstw motoryzacyjnych. W maoistowskich Chinach skoncentrowało się ono na produkcji jednego z pierwszych samochodów lokalnej konstrukcji w postaci linii limuzyn Shanghai SH760 wytwarzanej w latach 1964–1991.
Pierwszą współpracę z zagranicznym kapitałem, który udostępnił SAIC swoją technologię, zawiązano w 1984 roku poprzez porozumienie się z niemieckim Volkswagenem, zawiązując pierwsze joint-venture - Shanghai-Volkswagen. Przełomowy okazał się rok 1978, kiedy w ramach otwarcia gospodarki Chin, nabywając zagraniczne linie produkcyjne i zyskując zgody państwowych organów na nakłady inwestycyjne.
Lata 90. XX wieku przyniosły koncernowi SAIC intensywny rozwój pod kątem nakładów na produkcję lokalnych wariantów modeli Volkswagena, jak i partnerstw z innymi zagranicznymi koncernami. W 1997 roku zawiązano kolejne joint-venture w postaci sojuszu SAIC-GM, który umożliwił rozpoczęcie działalności w Chinach marek amerykańskiego General Motors jak Buick i Cadillac, a potem także Chevrolet.
W 2004 roku SAIC Motor zdecydowało się kupić pierwsze zagraniczne przedsiębiorstwo, wchodząc w 2004 roku w posiadanie południowokoreańskiego producenta SUV-ów SsangYong Motor, zarządzając nim przez kolejne 2010 rok, po czym opiewająca w konflikt interesów i zarzuty o kradzież własności intelektualnej współpraca zakończyła się poprzez sprzedanie południowokoreańskiego producenta indyjskiej Mahindrze.

### Przejęcie MG Rover Group
Na początku 2005 roku SAIC Group nawiązało współpracę z pogrążonym w kryzysie brytyjskim koncernem MG Rover Group, uzyskując prawa do uruchomienia produkcji modeli Rover 25 i 75 w Chinach. Kryzys konsorcjum z Longbridge zarządzającego markami MG i Rover zakończył się bankructwem w drugim kwartale 2005 roku, a masa upadłościowa została wystawiona na licytację. SAIC było zainteresowane zakupem, jednak oferta została przebita ostatecznie przez inny chiński koncern, Nanjing Automobile, który nabył grupę w lipcu 2005 roku.
Dzięki zawartej chwilę przed bankructwem MG Rover Group współpracy, SAIC zachowało prawa do wdrożenia na rynek pierwszej własnej marki Roewe, która stanowiła bezpośrednią kontynuację brytyjskiego Rovera. Jej pierwszym modelem został zmodernizowany Rover 75 pod nazwą Roewe 750. W 2007 roku SAIC zdecydował się dokonać fuzji z konkurencyjnym dotychczas koncern Nanjing Automobile, dzięki czemu do Roewe dołączyła także druga marka o brytyjskim rodowodzie w postaci MG Motor, które stanowiło kontynuację dawnego brytyjskiego MG Cars.

### LDV i Maxus
Pod koniec 2009 roku SAIC Group zdecydowało się nabyć kolejne upadające brytyjskie przedsiębiorstwo motoryzacyjne LDV Group, przejmując prawa do produkcji jedynego wytwarzanego przez tę firmę pojazdu w postaci dostawczego LDV Maxus. Samochód powrócił do produkcji w Chinach w 2011 roku pod nową marką Maxus, która analogicznie do Roewe i MG przyjęła rolę bezpośredniej kontynuacji dawnego brytyjskiego LDV. 
W kolejnych latach drugiej dekady XXI wieku oferta Maxusa, trzeciej samodzielnej marki koncernu SAIC, stała się zdywersyfikowana, oprócz samochodów dostawczych wdrażając do produkcji także SUV-y i pickupy. W 2016 roku marka LDV powróciła na rynek jako LDV Automotive, która przyjęła rolę eksportowej nazwy produktów Maxusa na rynki Wielkiej Brytanii i Australii. 

### Ekspansja globalna
Po stopniowym rozwoju swoich zagranicznych operacji m.in. w Ameryce Południowej, na przełomie lat 10. i 20. XXI wieku SAIC rozpoczął ekspansję na dużych rynkach globalnych jak Europa Zachodnia, Azja Wschodnia, Indie czy Australia za pomocą marki MG.
Przy okazji ekspansji, SAIC aktywnie stosuje politykę wymiany znaczków nazywaną badge engineering, urozmaicając ofertę MG produktami Roewe na Bliskim Wschodzie i w Azji Wschodniej, Maxusa w Indiach i Tajlandii, a także Roewe i Rising na rynku Europy Zachodniej. W lipcu 2023 SAIC nawiązał strategiczne partnerstwo z Audi, użyczając swojej platformy samochodów elektrycznych firmy IM Motors. W ten sposób niemiecka firma zaoszczędziła na późniejszych kosztach budowy modeli na potrzeby rynku chińskiego, wykorzystując lokalną technologię.